# ჱ
He o Ei (asomtavruli Ⴡ, nuskhuri ⴡ, mkhedruli ჱ) es la octava letra del alfabeto georgiano.
La pronunciación es similar a una e larga casi abierta.
En el sistema de números georgianos tiene un valor de 8. Ahora obsoleto en idioma georgiano.

## Letra
| asomtavruli | nuskhuri | mkhedruli |
| ----------- | -------- | --------- |
|             |          |           |

## Codificación digital
| asomtavruli | nuskhuri | mkhedruli |
| ----------- | -------- | --------- |
| U + 10C1    | U + 2D21 | U + 10F1  |